# Chiesa di San Cristoforo (Riccò del Golfo di Spezia)
La chiesa di San Cristoforo è un luogo di culto cattolico situato nella frazione di Ponzò nel comune di Riccò del Golfo di Spezia, in provincia della Spezia. La chiesa è sede della parrocchia omonima del vicariato della Bassa Val di Vara della diocesi della Spezia-Sarzana-Brugnato.

## Storia e descrizione

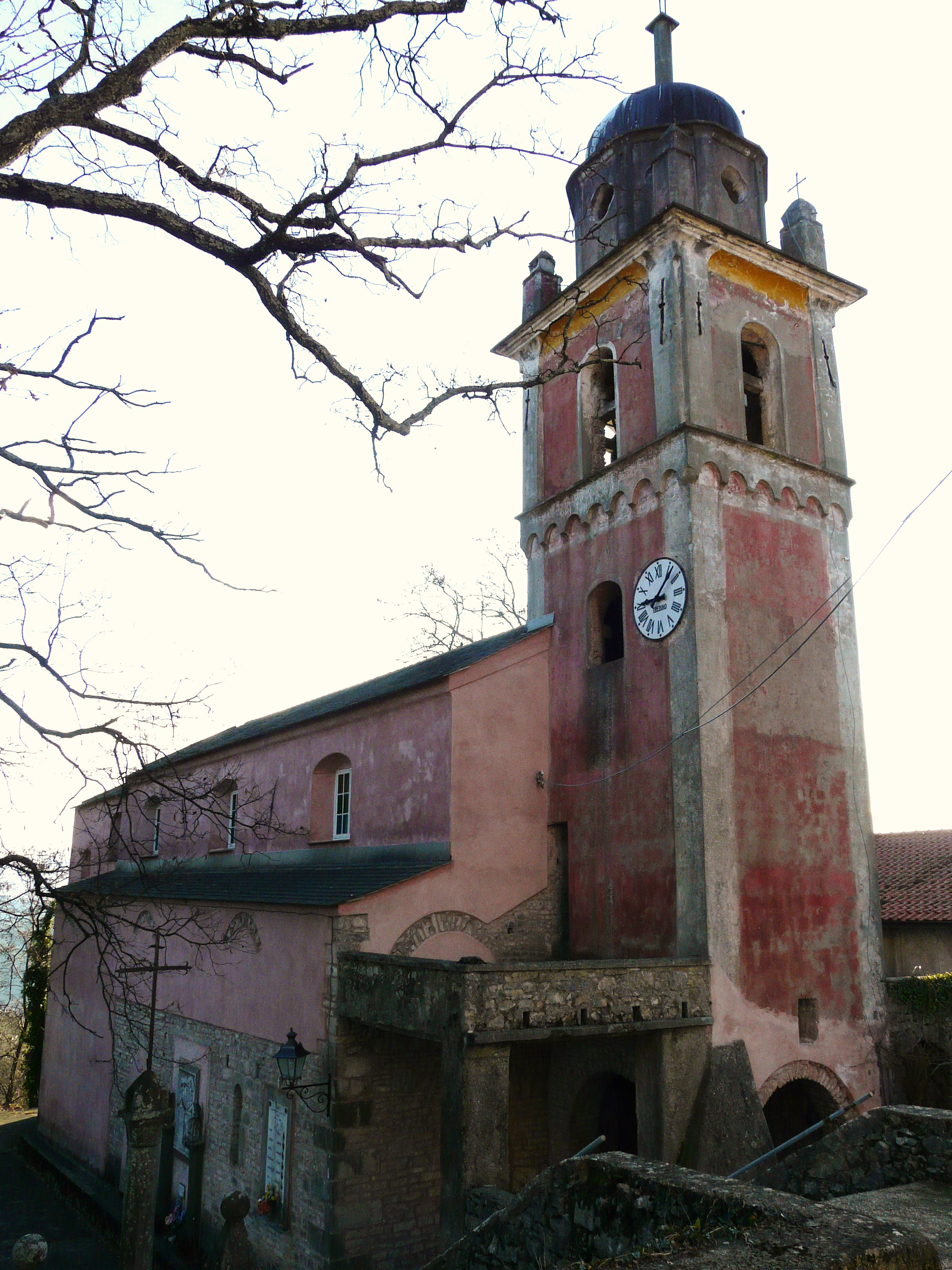
Particolare del complesso

La sua esistenza è testimoniata già nel 1297 - con il nome di "cappella de Podencolo" - nell'elenco delle pievi della storica diocesi di Luni e in particolar modo alle dipendenze della pieve di Santa Maria Assunta di Pignone.
Fu nel corso del XVI secolo che il primo impianto della chiesa, certamente risalente al XIV secolo, fu rivisitato ed ampliato con la sopraelevazione dei muri laterali e l'apertura di nuove finestre semicircolari che permisero l'aggiunta di nuovi altari laterali; una descrizione del 1720 accerta l'esistenza di sette altari lungo le pareti laterali intitolati alla Madonna del Rosario, a san Bernardo, all'Annunziata, a sant'Andrea, a san Tommaso e alla Santissima Trinità. L'altare di san Cristoforo venne, presumibilmente, edificato in epoca posteriore.
Nella seconda metà del XVIII secolo il già esistente tetto in legno a capriate fu sostituito da una nuova copertura a volta, sostenuta da sei archi e sottostanti pilastri. Nei lavori verrà inoltre rifatto l'altare maggiore.
Dipendono dalla parrocchia gli oratori di San Bartolomeo e Santa Caterina a Ponzò, l'oratorio di Santa Croce a fianco al cimitero, l'oratorio di San Genesio a Camedone, l'oratorio di San Rocco a Bovecchio e la Chiesa del Sacro Cuore a Piandibarca.